# Vito Ciancimino
Vito Alfio Ciancimino (Corleone, 2 aprile 1924 – Roma, 19 novembre 2002) è stato un mafioso e politico italiano appartenente alla Democrazia Cristiana e condannato in via definitiva per associazione mafiosa.

## Biografia

### Le origini e la carriera politica
Figlio di un barbiere di Corleone, si diplomò geometra nel 1943. Secondo il racconto del figlio Massimo, è stato anche insegnante privato di matematica di un giovane Bernardo Provenzano. Nel 1950 si trasferì a Palermo per frequentare la facoltà di giurisprudenza, ma interruppe gli studi al secondo anno, senza aver mai conseguito la laurea. Per un breve periodo soggiornò a Roma, dove lavorò presso la segreteria del deputato Bernardo Mattarella (allora sottosegretario al Ministero dei trasporti). A Palermo divenne socio di un'impresa edile ed ottenne un appalto per il "trasporto di vagoni ferroviari a domicilio attraverso carrelli", grazie alla raccomandazione del deputato Mattarella. Nel 1953 Ciancimino venne eletto nel comitato provinciale della Democrazia Cristiana e l'anno successivo divenne commissario comunale. Nel 1956 Ciancimino fu eletto consigliere comunale a Palermo e divenne un sostenitore di Giovanni Gioia, aderendo alla corrente politica di Amintore Fanfani.
Per queste ragioni ricoprì anche il ruolo di assessore dell'Azienda municipalizzata e nel 1958 divenne assessore ai lavori pubblici nella giunta del sindaco Salvo Lima. Durante il periodo in cui Ciancimino fu assessore, delle 4 000 licenze edilizie rilasciate, 1 600 figurarono intestate a tre prestanome, che non avevano nulla a che fare con l'edilizia; l'assessorato di Ciancimino apportò numerose modifiche al piano regolatore di Palermo, che permisero alla ditta di Nicolò Di Trapani (pregiudicato per associazione a delinquere) di vendere aree edificabili ad imprese edili, mentre il costruttore Girolamo Moncada (legato al boss mafioso Michele Cavataio) ottenne, in soli otto giorni, licenze edilizie per numerosi edifici. In questi anni Ciancimino entrò in rapporti con tre società edilizie e finanziarie: la SIR, la SICILCASA SpA e la ISEP, di cui faceva parte la moglie di Ciancimino, Epifania Silvia Scardino, insieme ai mafiosi Antonino Sorci (capo della cosca di Villagrazia) e Angelo Di Carlo (cugino del boss Michele Navarra e socio di Luciano Liggio). La ISEP (poi rinominata COFISI) ricevette diversi versamenti in denaro da parte del boss Italo-americano Frank Garofalo (esponente della famiglia Bonanno di New York ed imputato di traffico di stupefacenti). Tra i soci della SIR invece figuravano diversi parenti di Ciancimino e l'amministratore era Salvatore Buscemi, costruttore edile e boss mafioso di Boccadifalco.
Nel 1963 Ciancimino fu denunciato dall'avvocato Lorenzo Pecoraro, amministratore di un'impresa edile a cui fu negata una licenza edilizia mentre alla società "SICILCASA SpA" era stato concesso il permesso di costruire in un terreno contiguo malgrado il progetto violasse in più punti le clausole del piano regolatore; fu fatto sapere a Pecoraro che poteva avere la licenza soltanto se versava una tangente nelle casse della "SICILCASA SpA", di cui Ciancimino era socio occulto e da cui acquistò anche due appartamenti. Qualche tempo dopo l'avvocato Pecoraro ritirò tutte le accuse e dichiarò che Ciancimino era sempre stato un uomo «esemplare per correttezza ed onestà». Ma
nonostante ciò, nel giugno 1965 il caso Pecoraro fu riaperto e Ciancimino finì sotto processo, venendo però assolto nel 1966.

### L'attività politica a Palermo

Ciancimino durante una seduta del consiglio comunale di Palermo

Nel 1964 Ciancimino concluse il mandato di assessore ai lavori pubblici e rimase consigliere comunale. Nel 1966 fu nominato capogruppo della Democrazia Cristiana nel consiglio comunale di Palermo e tenne questo incarico fino al 1970, venendo anche nominato responsabile degli enti locali della sezione provinciale della DC nel 1969.
Nell'ottobre 1970 Ciancimino fu eletto sindaco di Palermo ma nel dicembre successivo fu costretto a dimettersi a causa delle proteste dell'opposizione e delle inchieste della Procura di Palermo e della Commissione parlamentare antimafia che lo riguardavano, nonché dai pesanti giudizi espressi dal capo della polizia Angelo Vicari; tuttavia Ciancimino rimase in carica fino all'aprile 1971, quando venne eletto il nuovo sindaco Giacomo Marchello. Ciancimino reagì querelando il vice-presidente della Commissione antimafia, il senatore comunista Girolamo Li Causi, e il capo della polizia Vicari ma entrambi furono assolti con formula piena dal reato di diffamazione. Infatti nel 1976 la relazione di minoranza della Commissione parlamentare antimafia, redatta anche dai deputati Pio La Torre e Cesare Terranova, ed altri atti prodotti dalla stessa Commissione accusarono duramente Ciancimino ed altri uomini politici di avere rapporti con la mafia.
Nel 1976 Ciancimino abbandonò la corrente fanfaniana e formò un gruppo autonomo all'interno del consiglio comunale, avvicinandosi a Salvo Lima, che rappresentava la corrente andreottiana: Ciancimino, accompagnato dai deputati Salvo Lima, Mario D'Acquisto e Giovanni Matta, incontrò il senatore Giulio Andreotti a Palazzo Chigi, dove venne stipulato il patto di collaborazione con la corrente, che sfociò nell'appoggio dato dai delegati vicini a Ciancimino alla corrente andreottiana in occasione dei congressi nazionali della Democrazia Cristiana svoltisi nel 1980 e nel 1983.
In questi anni Cosa nostra compì alcuni "omicidi politici" ed avvertimenti per proteggere gli interessi di Ciancimino: il 9 marzo 1979 fu ucciso Michele Reina, segretario provinciale della Democrazia Cristiana ed esponente della corrente andreottiana, che era entrato in contrasto con costruttori legati a Ciancimino; il 6 gennaio 1980 venne eliminato Piersanti Mattarella, presidente della Regione che contrastava Ciancimino per un suo rientro nel partito con incarichi direttivi; nel dicembre 1980 una carica di esplosivo distrusse una parte della villa del sindaco Nello Martellucci, esponente della corrente andreottiana che si era mostrato poco disponibile con Ciancimino nel concedergli un appalto per il risanamento dei quartieri vecchi di Palermo. Il 15 novembre 1981, nel corso di un discorso tenuto al congresso regionale della DC, Ciancimino liquidò questi omicidi "eccellenti" come frutto di un'ipotetica e mai dimostrata offensiva armata delle Brigate Rosse in Sicilia, dichiarazioni che suscitarono numerose polemiche da parte delle opposizioni. Ciancimino confidò anche al questore Vincenzo Immordino che l'omicidio Mattarella fosse opera di un terrorista di sinistra ma il giudice Giovanni Falcone considerò quest'affermazione un autentico tentativo di depistaggio. La catena di omicidi politici commessi da Cosa nostra infatti continuò: il 30 aprile 1982 venne trucidato Pio La Torre, segretario regionale del PCI che aveva più volte indicato pubblicamente Ciancimino come personaggio legato a Cosa nostra; il 3 settembre 1982 avvenne la strage di via Carini, in cui furono barbaramente uccisi il neo-prefetto di Palermo Carlo Alberto dalla Chiesa insieme alla giovane moglie Emanuela Setti Carraro e l'agente di scorta Domenico Russo: nel 1970 l'allora colonnello dei carabinieri dalla Chiesa aveva inviato un rapporto alla Commissione parlamentare antimafia sui legami di Ciancimino con la mafia.
In occasione del congresso regionale di Agrigento della Democrazia Cristiana nel 1983, il segretario nazionale Ciriaco De Mita espresse chiaramente la necessità di allontanare Ciancimino dal partito e per questo non gli venne rinnovata la tessera.

### Le inchieste penali e le condanne
Nel 1984 il collaboratore di giustizia Tommaso Buscetta dichiarò al giudice Giovanni Falcone che «Ciancimino è nelle mani dei Corleonesi» e per questo venne arrestato per associazione mafiosa. Nello stesso anno, due ex sindaci palermitani, Elda Pucci e Giuseppe Insalaco, denunciarono alla Commissione Parlamentare antimafia le difficoltà incontrate nell'amministrazione della città e l'ingerenza di Ciancimino e del suo gruppo politico nell'assegnazione di tutti gli appalti del Comune di Palermo (Insalaco ribadì queste accuse anche al giudice Falcone).

Ciancimino al momento dell'arresto (1984), fra due agenti in borghese. Fotografia di Letizia Battaglia

La sera del 20 aprile 1985 due cariche di esplosivo distrussero completamente la villa di campagna di Elda Pucci a Piana degli Albanesi e il 12 gennaio 1988 venne ucciso Giuseppe Insalaco a colpi di pistola da due killer in motocicletta.
Il 5 giugno 1990 Ciancimino venne nuovamente arrestato su mandato del giudice Falcone per falso ideologico, interesse privato e associazione per delinquere con l'accusa di aver pilotato gli appalti per le manutenzioni e il rifacimento della rete idrica di Palermo; insieme a lui, finirono in manette Romolo Vaselli e il genero Ioris Ercoli, accusati di essere prestanome e soci occulti di Ciancimino in alcune ditte, i dirigenti dell'AMAP Eugenio Volpes e Francesco Noto e il funzionario della Cassa del Mezzogiorno Vincenzo Italiano: fu la dimostrazione che Ciancimino continuasse a dirigere da dietro le quinte gli appalti cittadini, come denunciato da Falcone stesso durante un'audizione al CSM nell'ottobre 1991.
Nel 1992 venne condannato definitivamente in Cassazione a 8 anni di reclusione per associazione mafiosa e corruzione. Fu condannato inoltre a 3 anni e 2 mesi di carcere (pena condonata) per peculato, interesse in atti d'ufficio, falsità in bilancio, frode e truffa pluriaggravata nel processo per i grandi appalti di Palermo e a 3 anni e 8 mesi per aver pilotato due appalti comunali quando non aveva più cariche pubbliche. Furono condannati anche i coimputati di Ciancimino: l'ex assessore comunale del PSDI Giacomo Murana ebbe tre anni e otto mesi per ricettazione; per favoreggiamento furono invece condannati i prestanome di Ciancimino: Romolo Vaselli (tre anni) e i costruttori palermitani Francesco Zummo (tre anni e quattro mesi) e Giosafat Di Trapani (un anno e otto mesi). Pochi giorni prima che morisse, il comune di Palermo gli presentò un'ingente richiesta di risarcimento, pari a 300 miliardi di lire (circa 150 milioni di euro), per danni arrecati all'amministrazione comunale: ne furono recuperati solo sette.
I magistrati che indagarono su di lui lo definirono «la più esplicita infiltrazione della mafia nell'amministrazione pubblica», mentre il giudice Giovanni Falcone lo definì «il più mafioso dei politici ed il più politico dei mafiosi». Nel 1993 il collaboratore di giustizia Pino Marchese dichiarò addirittura che Ciancimino era regolarmente affiliato nella Famiglia di Corleone. Un altro collaboratore di giustizia, Gioacchino Pennino (ex consigliere comunale, medico e mafioso), dichiarò che nel 1981 voleva abbandonare il gruppo di Ciancimino nel consiglio comunale ma venne convocato dal boss Bernardo Provenzano, il quale gli intimò minacciosamente «di restare al suo posto».

### Gli ultimi anni e la morte
Negli ultimi anni della sua vita, cercò di accreditare un suo ruolo di esperto di "cose di Cosa nostra": tale ruolo produsse il sospetto che potesse essere "utilizzato" dalle cosche per avvalorare versioni di comodo. Così la Commissione antimafia rifiutò di riceverlo in audizione nell'autunno del 1992, malgrado lui si fosse di fatto "proposto" con l'intervista a Giampaolo Pansa a L'Espresso in cui cercava di allontanare i sospetti della stagione stragista dalla mafia.
Nel 1992, nel periodo tra le stragi di Capaci e via D'Amelio, Ciancimino fu segretamente contattato dall'allora colonnello Mario Mori e dal capitano Giuseppe De Donno del ROS; negli anni successivi De Donno dichiarò: «Decidemmo di contattare in qualche modo la mafia attraverso Vito Ciancimino per fermare le stragi del 1992-93» ma i contatti non ebbero ufficialmente buon esito. Subito dopo, nel dicembre 1992, Ciancimino fu nuovamente arrestato. Dopo alcuni tentativi andati a vuoto da parte della Procura di Palermo per convincerlo a collaborare con la giustizia, fu definitivamente scarcerato e posto agli arresti domiciliari nel 1999.
Ciancimino morì a Roma il 19 novembre 2002 per un attacco cardiaco, all'età di 78 anni.

## Aspetti dibattuti

### I legami con Andreotti
L'attività di Ciancimino fu anche oggetto di analisi nel processo intentato dalla Procura di Palermo nei confronti di Giulio Andreotti, svoltosi tra il 1993 e il 2004 e conclusosi con l'assoluzione per gli eventi successivi al 1980, mentre per i fatti precedenti di dichiarato il non luogo a procedere per prescrizione. 

### Investimenti nello IOR
Secondo quanto ricostruito dal giornalista Gianluigi Nuzzi nel libro-inchiesta Vaticano S.p.A. pubblicato nel 2009, che si è avvalso dell'archivio di monsignor Renato Dardozzi, dall'Istituto per le opere di religione sarebbero stati manovrati dei soldi diretti a Ciancimino per conto di Cosa Nostra. Il figlio di Vito Ciancimino, Massimo, affermò:
(Massimo Ciancimino)
I conti correnti e le due cassette di sicurezza, allo IOR erano coperti da immunità diplomatica e in caso di perquisizione impossibile esercitare una rogatoria con lo Stato del Vaticano. I conti furono gestiti in un primo momento dal conte Romolo Vaselli, un imprenditore romano che negli anni '70 controllava la raccolta dell'immondizia di Palermo. In un momento successivo, furono gestiti da prestanome, prelati compiacenti, nobili e cavalieri del Santo Sepolcro.
I conti correnti servivano per pagare le famose «messe a posto» per la gestione degli appalti per la manutenzione delle strade e delle fogne di Palermo affidata al conte Arturo Cassina, cavaliere del Santo Sepolcro. La gestione della manutenzione delle strade e delle fogne di Palermo erano gonfiate per circa l'80 per cento del loro reale valore di mercato. Questo surplus era destinato sia alla corrente andreottiana, che in Sicilia faceva capo a Ciancimino stesso, sia un 20 per cento, alle tangenti dovute a Bernardo Provenzano e Totò Riina.
I capitali venivano trasferiti a Ginevra attraverso il deputato Giovanni Matta e Roberto Parisi, al quale faceva riferimento la manutenzione dell'illuminazione di tutta la città.
Attraverso questo sistema di compensazioni sulle cassette venivano gestite anche i soldi delle tessere del partito. In queste cassette passò anche una parte della famosa tangente Enimont: Vito Ciancimino avrebbe incassato dal banchiere milanese Roberto Calvi circa 800 milioni di lire che poi girò al deputato Salvo Lima come distribuzione di fondi ai partiti.

### Presunti legami con Gladio
Secondo documenti resi pubblici nel 2009 dal figlio Massimo, era affiliato a Gladio. Tuttavia nell'elenco dei 622 «gladiatori» reso pubblico nel 1990 il suo nome non è presente.

### Il ruolo nella Trattativa Stato-mafia
Secondo l'ipotesi accusatoria della Procura di Palermo, i contatti del colonnello Mori e del capitano De Donno con Ciancimino erano finalizzati ad instaurare una trattativa con Salvatore Riina per far cessare le stragi. Il boss Giovanni Brusca racconta che Riina scrisse allora il suo "papello", in cui venivano elencate le richieste di Cosa nostra per far cessare la strategia degli attentati in cambio di benefici di legge, nuove norme sul pentitismo e la revisione del Maxiprocesso, e lo fece arrivare a Mori e De Donno tramite Ciancimino. Ritenute le richieste di Riina troppo esose, il duo Mori-De Donno avrebbe instaurato una seconda trattativa con Bernardo Provenzano sempre attraverso Ciancimino garantendogli la latitanza in cambio di giungere alla cattura di Riina e quindi ad una sospensione della strategia stragista. Massimo Ciancimino raccontò ai magistrati di aver ricevuto personalmente da Provenzano nel dicembre del 1992 una busta contenente alcune mappe con indicato il covo del boss e di averla consegnata al padre. Successivamente il capitano De Donno lo avrebbe chiamato dal carcere e gli avrebbe passato una chiamata di suo padre che gli avrebbe detto di consegnargli le buste con le mappe.
Mori e De Donno negarono l'esistenza del "papello" ed affermarono che non ci sarebbe stata nessuna trattativa e nessuna promessa di ammorbidire il trattamento riservato ai mafiosi (cancellazione del carcere duro, revisione dei processi, riforma della legge sui collaboratori) ma solo un tentativo di attivare delle fonti confidenziali per arrivare ad arrestare i latitanti, in particolare Riina e Provenzano.
Dopo un lungo processo in tre gradi di giudizio durato dieci anni, è stata riconosciuta veritiera la versione fornita da Mori e De Donno ed inattendibile quella resa da Ciancimino jr.

### I rapporti con Silvio Berlusconi
Il 12 novembre 2010 la vedova di Ciancimino, Epifania Silvia Scardino, rivelò al pm di Palermo Antonio Ingroia che suo marito si sarebbe incontrato tre volte a Milano con Silvio Berlusconi tra il 1972 e il 1975. I due avrebbero parlato dello svolgimento del progetto di realizzazione di Milano 2.
Il direttore generale della Banca Popolare di Palermo Giovanni Scilabra, ormai in pensione, ha raccontato ai pm di Palermo di aver avuto un incontro nel 1986 con Ciancimino e Marcello Dell'Utri per un prestito di 20 miliardi da destinare alla Fininvest (di proprietà di Berlusconi). Inoltre i pm stanno facendo degli accertamenti che servirebbero a riscontrare le rivelazioni di Massimo Ciancimino e la documentazione da lui consegnata ai magistrati circa presunti investimenti del padre nel complesso edilizio Milano 2, realizzato da Silvio Berlusconi. Ciancimino avrebbe riferito al figlio Massimo che nella realizzazione di Milano 2 sarebbero stati investiti soldi anche dagli imprenditori mafiosi Salvatore Buscemi e Francesco Bonura. A fare da tramite tra Berlusconi, i costruttori palermitani e l'ex sindaco dovrebbe essere stato Marcello Dell'Utri (poi senatore di Forza Italia, quest'ultimo, nel 2014, venne infine condannato in via definitiva per concorso esterno in associazione mafiosa) e gli introiti derivati dagli investimenti su Milano 2 sarebbero stati incassati da Ciancimino sempre per il tramite del banchiere Roberto Calvi, presentatogli da Salvatore Buscemi. Già nel processo a carico di Dell'Utri, emerse che negli anni settanta Ciancimino aveva interessi (ufficialmente come consulente) nella Immobiliare INIM S.p.A., allora considerata potenzialmente "il terzo gruppo italiano in campo immobiliare" ma sospettata di riciclaggio di denaro sporco, di cui era rappresentante legale il costruttore edile ed assessore democristiano Francesco Paolo Alamia (prestanome di Ciancimino) e come consiglieri delegati i fratelli Marcello ed Alberto Dell'Utri.